# BSAT-3a
O BSAT-3a é um satélite de comunicação geoestacionário japonês construído pela Lockheed Martin (OSC) que está localizado na posição orbital de 110 graus de longitude leste e é operado pela Broadcasting Satellite System Corporation. O satélite foi baseado na plataforma A2100A e sua vida útil estimada é de 13 anos.

## História
Em 2005, a Lockheed Martin foi escolhida pela Broadcasting Satellite System Corporation para construir o seu primeiro satélite da terceira geração. Designado de BSAT-3a, o satélite de 1,8 kW de potência passou a fornecer serviços de transmissão direta para todo o Japão após o seu lançamento no segundo trimestre de 2007.

## Lançamento
O satélite foi lançado com sucesso ao espaço no dia 14 de agosto de 2007, às 23:44 UTC, por meio de um veículo Ariane 5 ECA, lançado a partir do Centro Espacial de Kourou, na Guiana Francesa, juntamente com o satélite Spaceway 3. Ele tinha uma massa de lançamento de 1.967 kg.

## Capacidade e cobertura
O BSAT-3a está equipado com 12 transponders de banda Ku para prestação de serviços de transmissão direta em todo o Japão.